# Mestni plakat
Mestni plakati so plakati, katerih vsebina je namenjena primarno javnemu interesu (kultura, družbena odgovornost, humanitarnost, varstvo okolja, lokalne vsebine). Mestni plakati se nameščajo na stojala za mestne plakate, ki so različnih oblik — od okroglih valjev in zidnih okvirjev do dvostranih ali tristranih stojal. Format mestnega plakata je prilagojen nameščanju na področjih umirjenega prometa v mestnih in krajevnih središčih. Sorazmerni del vsebine plakata je postavljen na višino oči mimoidočega.    
Nastanek mestnega plakata je nesporno vezan na potrebo po obveščanju, saj je nalogo, ki so jo nekdaj opravljali kričači na mestnih trgih, s čedalje učinkovitejšim opismenjevanjem in izumom tiska prevzeli razglasi na cerkvenih vratih in drugih lokacijah. Z razvojem litografije in grafičnega oblikovanja se je ob besedilu pojavila še slika, ob kasnejši pocenitvi tiska ter reproduciranja plakatov pa se je že pojavilo plakatiranje. Od formata B1 (70 x 100 cm) se je kasneje prešlo na večje formate, še pomembneje pa - v želji po ureditvi plakatiranja - se je pojavila urejena infrastruktura za plakate v obliki raznovrstnih panojev za mestne plakate.